# Пайксвілл (Меріленд)
Пайксвілл (англ. Pikesville) — переписна місцевість (CDP) в США, в окрузі Балтимор штату Меріленд. Населення — 34 168 осіб (2020).

## Географія
Пайксвілл розташований за координатами 39°23′29″ пн. ш. 76°42′4″ зх. д. / 39.39139° пн. ш. 76.70111° зх. д. (39.391432, -76.700992).  За даними Бюро перепису населення США в 2010 році переписна місцевість мала площу 32,06 км², з яких 31,99 км² — суходіл та 0,07 км² — водойми.

## Демографія
Згідно з переписом 2010 року, у переписній місцевості мешкали 30 764 особи в 13 437 домогосподарствах у складі 8278 родин. Густота населення становила 960 осіб/км².  Було 14323 помешкання (447/км²).
Расовий склад населення:
| - 77,0 % — білих - 14,5 % — чорних або афроамериканців - 6,0 % — азіатів - 0,1 % — вихідців з тихоокеанських островів - 0,1 % — корінних американців |

До двох чи більше рас належало 1,6 %. Частка іспаномовних становила 2,7 % від усіх жителів.
За віковим діапазоном населення розподілялося таким чином: 20,2 % — особи молодші 18 років, 56,5 % — особи у віці 18—64 років, 23,3 % — особи у віці 65 років та старші. Медіана віку мешканця становила 45,4 року. На 100 осіб жіночої статі у переписній місцевості припадало 85,6 чоловіків;  на 100 жінок у віці від 18 років та старших — 80,9 чоловіків також старших 18 років.
Середній дохід на одне домашнє господарство  становив 117 446 доларів США (медіана — 78 891), а середній дохід на одну сім'ю — 148 469 доларів (медіана — 101 159). Медіана доходів становила 75 901 долар для чоловіків та 53 025 доларів для жінок. За межею бідності перебувало 6,8 % осіб, у тому числі 6,5 % дітей у віці до 18 років та 8,0 % осіб у віці 65 років та старших.
Цивільне працевлаштоване населення становило 15 891 осіб. Основні галузі зайнятості: освіта, охорона здоров'я та соціальна допомога — 34,4 %, науковці, спеціалісти, менеджери — 14,9 %, фінанси, страхування та нерухомість — 10,2 %, роздрібна торгівля — 8,4 %.